# Riemen (Schifffahrt)

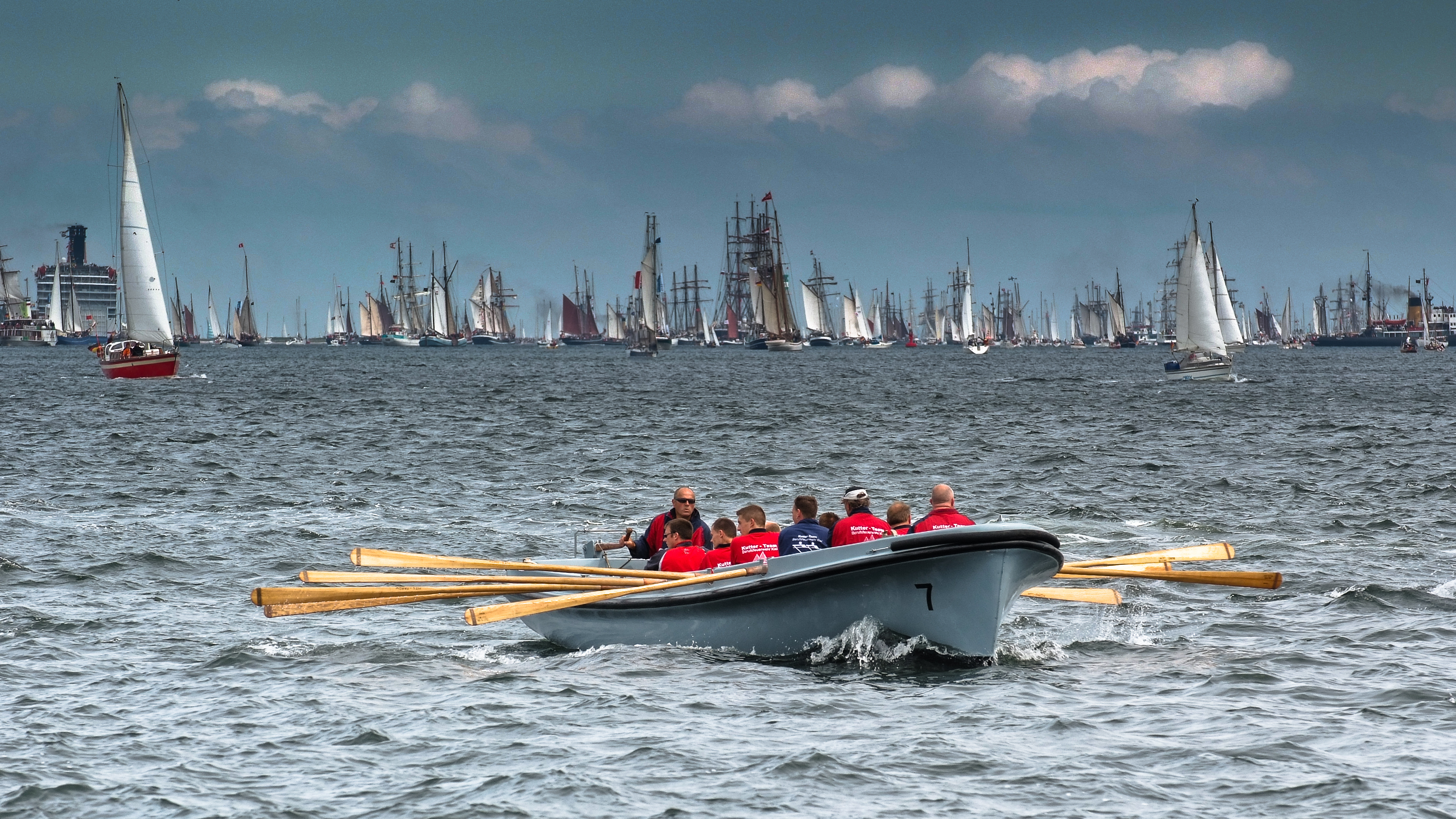
Ruderriemen auf einem Marinekutter bei der Kieler Woche 2009

Der Riemen ist der Begriff der Seemannssprache für ein Ruder zum Vortrieb eines Ruderboots oder Ruderschiffs, das vom Ruderer mit beiden Händen bewegt wird. Die etwas kleineren Ruder, die vom Ruderer gleichzeitig paarweise gehandhabt werden, heißen in der Seemannsprache Skulls. Beide Arten von Rudern haben gemein, dass sie beweglich mit der Bordwand verbunden sind, sodass sich die Hände des Ruderers in Fahrtrichtung bewegen, solange das Blatt im Wasser ist.
Darin unterscheiden sich beide Arten von Ruder (und ebenso das Steuerruder) vom Paddel, das keine Verbindung zur Bootswand hat und bei dem der Paddler oder Kanute die weiter vom Blatt entfernte Hand in Fahrtrichtung bewegt, die näher am Blatt befindliche Hand aber rückwärts.
Die mit Riemen ausgeübte Rudertechnik wird einfach als „Riemenrudern“ bezeichnet. Durch parallelogrammförmige Bewegungen der Riemenstange senkt der Ruderer das Blatt ins Wasser, zieht es gegen die Fahrtrichtung und gibt dem Schwimmkörper damit Vortrieb. Anschließend führt er den Riemen über Wasser wieder in seine Ausgangsposition zurück.
Abseits vom Rudersport werden Riemen auch als Vortriebsmittel von Ruderschiffen genutzt, deren größte die Galeeren waren. Der moderne Rudersport ist erst später auf Basis dieser Technik entstanden, die für lange Zeit die einzige Möglichkeit der windunabhängigen Fortbewegung auf dem Wasser war. Beim Wriggen, einer Sonderform des Ruderns, wird pro Boot nur ein einziger Riemen mit einer besonderen Technik zur Fortbewegung eingesetzt.

## Aufbau

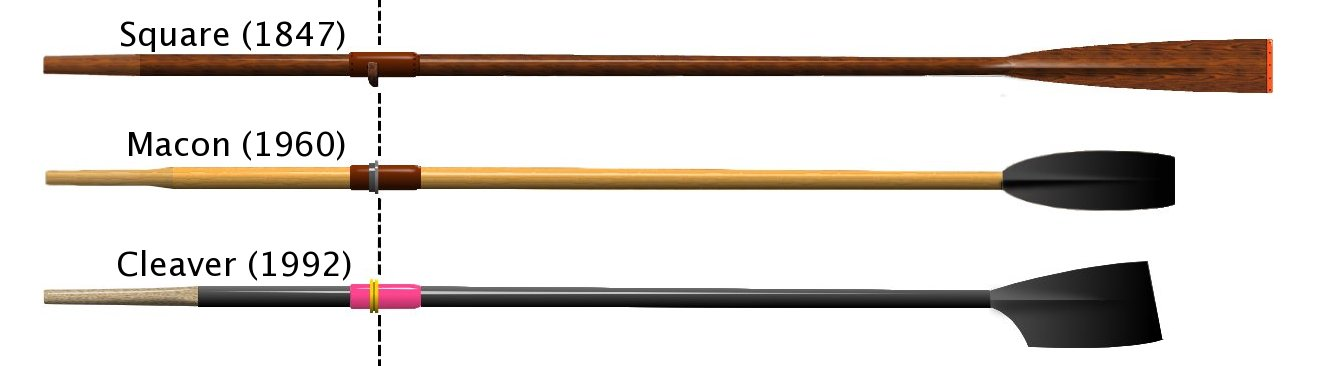
Entwicklung der Riemenblätter

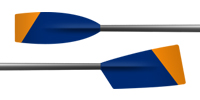
Ruderblätter: oben in sogenannter „Mâcon“-Form; unten als „Big Blade“

Die Kernkomponente eines Riemens wird als Schaft bezeichnet. Am inneren Ende befindet sich der ca. 30 cm lange Griff, an dem der Ruderer den Riemen mit beiden Händen festhält und führt. Weit verbreitet sind Griffe aus Gummi oder Holz. Entlang des Schaftes befindet sich nach knapp einem Drittel der Länge eine Manschette, die den Schaft umschließt. Auf der Manschette ist der Klemmring angebracht, der den Riemen in den Innenhebel (Teil bis zum Ende des Griffes) und den Außenhebel (Teil bis zum Ende des Ruderblattes) aufteilt. Der Klemmring kann in der Position entlang des Schaftes um einige Zentimeter verstellt werden und damit die Übersetzung des Riemens verändern (Längenverhältnis von Innenhebel zu Außenhebel). Beim Rudern wird der Riemen an der Manschette in die backbord oder steuerbord Dollen eingelegt, wobei der Klammring immer auf der Boot zugewandten Seite der Dolle sein muss, um ein ungewolltes Herausrutschen zu verhindernl.
Am äußeren Ende des Riemens befindet sich das Ruderblatt, das in verschiedenen Formen gebaut und genutzt wird. Das symmetrische „Macon-Blatt“ wird heute vor allem in der Ruderausbildung und im Freizeit- und Wanderrudern genutzt. Es ist nach der französischen Stadt Mâcon benannt, weil es sich bei den Ruder-Europameisterschaften 1959 in diesem Ort erfolgreich bewährte und schnell ältere Blattformen verdrängte. Als „Big Blade“ werden verschiedene asymmetrische Blattformen bezeichnet, die vor allem im Rennrudern von Bedeutung sind und erst seit etwa 1985 gefertigt werden können.
Riemen für die Steuerbord- und die Backbordseite sind zwar grundsätzlich gleich aufgebaut, sie verhalten sich dennoch leicht asymmetrisch zueinander und sind nicht untereinander austauschbar. Hintergrund ist, dass das Ruderblatt in der aufrechten Position leicht verkippt ist („Anlagewinkel“), was unter anderem durch bauliche Eigenschaften der Riemen erreicht wird. Das Vertauschen der Riemen bezüglich der Bootsseite führt deshalb zu einer kaum ruderbaren Konfiguration.
Physikalisch gesehen ist ein Riemen oder Skull ein Hebel, bei dem der Kraftarm kürzer ist als der Lastarm, so dass aus einer vergleichsweise kurzen Bewegung des Ruderers, aber höherem Krafteinsatz, eine längere und damit auch schnellere Bewegung des Ruderblattes und damit des Bootes bewirkt wird.

## Werkstoffe
Traditionell wurden Riemen aus Holz gefertigt. Schaft und Blatt waren aus Fichte, der Querleimer zum Blattschutz und der Anlagekeil aus Esche. Seit dem 19. Jahrhundert wurden die Holzriemen innen hohl gebaut, um das Gesamtgewicht zu reduzieren. Holzriemen sind im Schadensfall sehr gut reparierbar.
Seit Mitte der 1980er-Jahre hat sich immer mehr kohlenstofffaserverstärkter Kunststoff (CFK) als Material des Schaftes durchgesetzt. Riemen aus CFK sind leichter und dabei biege- und torsionssteifer als Holzriemen. Durch verschiedenartige Anordnungen von Kohlenstofffasern kann die Steifigkeit der Riemen unterdessen präzise an verschiedene Nutzungsszenarien angepasst werden. Im Rennrudern werden so möglichst steife Ruder verwendet, während im Wanderrudern eine gewisse Verbiegung beim Ruderschlag durchaus erwünscht ist. Eine Beschädigung eines Kunststoffschaftes bedeutet meist einen Totalschaden.
Da sich die CFK-Skulls und -riemen seit den 1990er-Jahren durchgesetzt haben, werden die Holzausführungen heute kaum noch gefertigt. Da beide Versionen bei guter Pflege sehr langlebig sind, werden im Freizeitsport auch heute noch oft alte Holzruder verwendet.

## Abmessungen

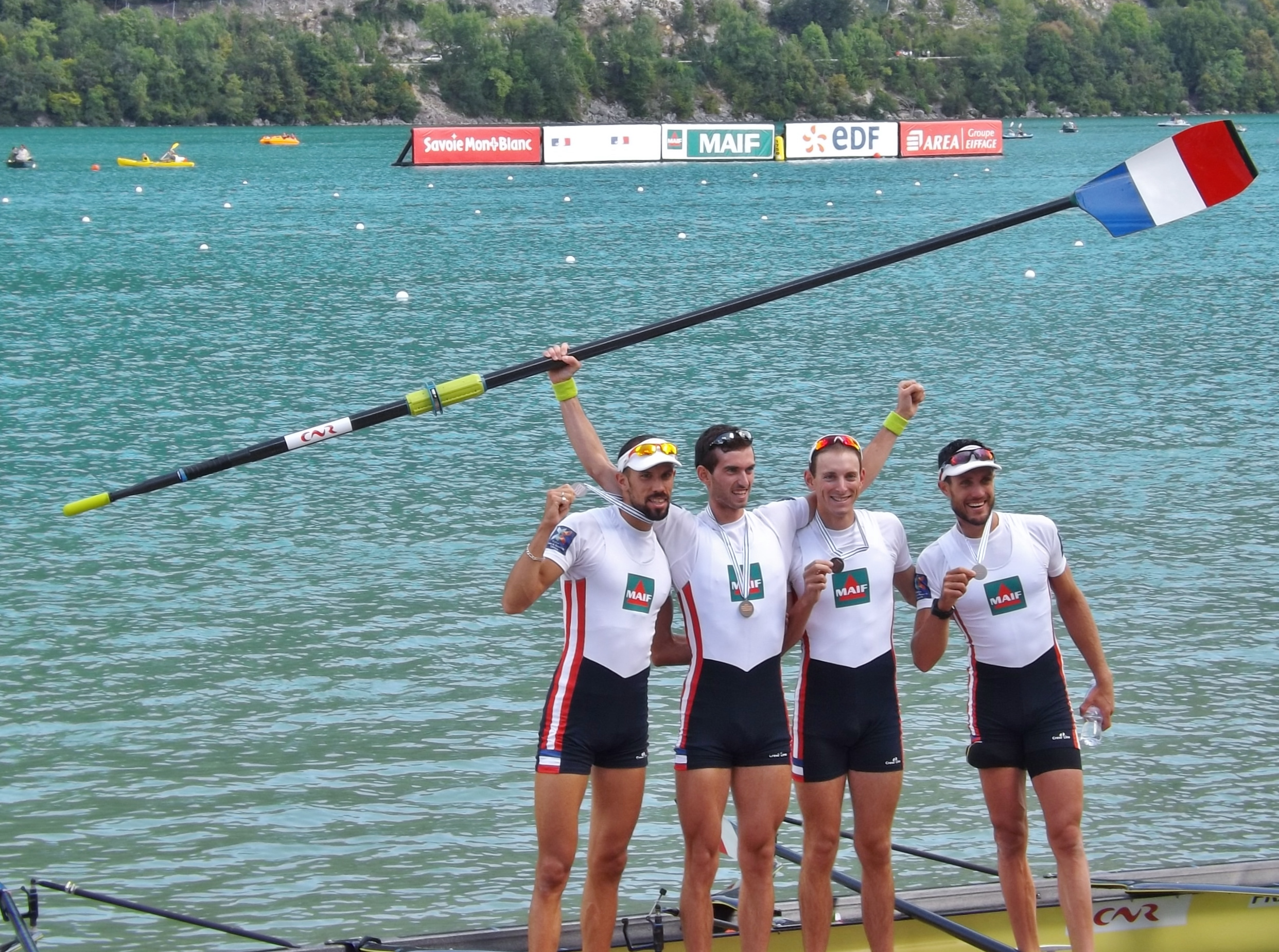
Rudermannschaft mit einem modernen Carbonriemen mit einer Variante des Big Blades

Riemen sind generell größer und schwerer als Skulls. Die exakten Abmessungen hängen von dem spezifischen Einsatzzweck, dem Leistungsniveau der Ruderer sowie der Bauform ab:
- Riemen mit Macon-Blatt: Länge ca. 380–384 cm
- Riemen mit Big Blade: Länge ca. 370–377 cm

In vielen Fällen sind Riemen auch um einige Zentimeter längenverstellbar.
Das Gewicht hängt maßgeblich vom Material des Schaftes ab. Ein Holzriemen wiegt rund 4 kg, ein moderner CFK-Riemen nur etwas über 2 kg.

## Benutzung
Bei der Benutzung im Rudersport wird der Riemen in eine Dolle eingelegt, die über den Ausleger mit dem Ruderboot verbunden ist. Die Manschette schützt und stützt den Schaft des Riemens dabei, und der Klemmring, der sich vom Ruderer aus gesehen innerhalb der Dolle befindet, bestimmt die Position des Schaftes in der Dolle. Bei einem korrekt eingelegten Riemen überragt der Griff den Ruderplatz etwa bis zur gegenüberliegenden Bordwand des Ruderbootes. Der Sportler greift etwa schulterbreit mit beiden Händen am Griff. Die äußere Hand („Außenhand“) wird dabei am äußersten Ende des Griffes positioniert, während die „Innenhand“ weiter innen anliegt. Riemen werden im Rudersport vor allem mit der Innenhand geführt und kontrolliert, während die Außenhand wegen des besseren Hebels vor allem für die Kraftübertragung eingesetzt wird.
Im Unterschied zum „Skullen“ bedient jeder Ruderer beim Riemenrudern nur ein Ruder mit beiden Händen. Riemen und deren Ruderblätter sind zwar größer als Skulls, jedoch ist die Gesamtfläche beider Skulls größer als die eines Riemens. Der Skullruderer hat deshalb einen höheren Druck zu bewältigen als der Riemenruderer.
Besonders in der Schifffahrt und bei historischen Ruderschiffen wurde aus Gründen der Einfachheit meist auf die Dolle verzichtet. Der Riemen wurde dann drehbar an der Bordwand gelagert.

## Sprache
Das Wort „Riemen“ stammt über das mittelhochdeutsche rieme und das althochdeutsche riemo vom lateinischen remus (Ruderriemen) ab.
Besonders von Laien werden Riemen und Skulls häufig als „Ruder“ bezeichnet, obwohl dieser Begriff heute Steuerruder bezeichnet. Der etwas verwirrende Sprachgebrauch rührt daher, dass die begriffliche Unterscheidung zwischen „Ruder“ und „Riemen“ relativ jung ist. Ursprünglich war das „Steuerruder“, auf Latein auch gubernaculum („Leiteinrichtung“) oder clavus („Nagel“) genannt, einfach ein besonders großer, am Heck oder auch an anderer Stelle der Schiffswand befestigter Riemen und die übrigen, der Fortbewegung dienenden „Riemen“ (lat. remus), die im Prinzip dieselbe Form wie das zum Steuern verwendete Ruder hatten, wurden davon sprachlich nicht unterschieden. Aus diesem Grund lässt sich „Ruder“ im allgemeinen Sprachgebrauch bis heute unproblematisch als Sammelbezeichnung für Steuerruder und Fortbewegungsruder (Riemen) auffassen. Unter Seeleuten und Wassersportlern ist es allerdings verpönt, Riemen als Ruder zu bezeichnen, da eine solche Ausdrucksweise als laienhaft gilt und sich der Sprecher dadurch als „Landratte“ zu erkennen gibt.

## Markt
Am Markt sind Skulls und Riemen von verschiedenen Herstellern verfügbar. Einen breiten Marktanteil haben die Firmen Concept2, Croker Oars, Dreher, Brača-Sport und die Bootswerft Empacher. Historisch waren vor allem die Bootswerften an der Herstellung von Holzriemen beteiligt, etwa die ehemalige Karlisch Werft. Der Preis für ein Paar Riemen hängt von der Bauform sowie dem Hersteller ab und liegt typischerweise zwischen 400 und 800 Euro.

## Riemenbootsklassen
Da sich im Riemenboot jeweils die Kräfte zweier Ruderer etwa ergänzen, ist in diesen Klassen immer eine gerade Anzahl von Ruderern notwendig. Die Bezeichnung von Riemenbooten gleicht den generischen Bezeichnungen Zweier, Vierer und Achter, die außerdem allgemein als Bezeichnung für ein Ruderboot mit zwei, vier oder acht Sportlern genutzt werden. Da bei Zweiern und Vierern jeweils Versionen mit und ohne Steuermann existieren, ist diese Eigenschaft ebenfalls Teil der Bezeichnung von Riemenbootsklassen. Skullboote werden dagegen mit dem Präfix „Doppel-“ abgegrenzt. Wichtige Riemenklassen sind:
- Zweier ohne Steuermann
- Zweier mit Steuermann
- Vierer ohne Steuermann
- Vierer mit Steuermann
- Achter (immer mit Steuermann)

Außerdem gibt es Wriggboote, die durch Heckruderriemen fortbewegt werden.